# Christus van de Ozarks
Christus van de Ozarks (Christ of the Ozarks) is een monumentaal standbeeld van Jezus Christus in de buurt van Eureka Springs, Arkansas, op de top van de Magnetic Mountain. Het werd door Gerald L.K. Smith in 1966 opgericht als een gewijd project en heeft een hoogte van 20 meter.

## Achtergrond
Tijdens de Grote Depressie werkte de initiatiefnemer tot de bouw van het beeld bij de beweging Share Our Wealth, een omstreden beweging die zich verzette tegen de groeiende kloof tussen rijken en de rest van de bevolking. Nadat de leider van de beweging, Huey P. Long, in 1935 werd vermoord nam Smith de leiding voor korte tijd over. Na vele jaren van controversieel religieus geladen activisme, trok Smith zich terug in Eureka Springs, Arkansas, waar hij een oud landhuis kocht dat hij renoveerde. Op het landgoed plande hij een religieus themapark onder de naam Sacred Projects en gaf opdracht om als centraal punt een gigantisch beeld van Jezus op te richten, dat werd voltooid in 1966. Het beeld kreeg de naam Christus van de Ozarks.    
Hij liet eveneens een amfitheater met 4100 zitplaatsen bouwen. Het is de plaats waar jaarlijks The Great Passion Play wordt opgevoerd, van het genre zoals in het Duitse Oberammergau. De uitvoering vindt vanaf de eerste week in mei tot het einde van oktober wekelijks op vier of vijf avonden plaats.   

## Ontwerp
Het 20 meter hoge beeld was vooral het werk van Emmet Sullivan, die ook werkte in het nabijgelegen en in 2005 gesloten Dinosaur World. Het beeld is modernistisch, minimalistisch en kent weinig details of expressie. De lijnen en vormen van het beeld zijn vereenvoudigd. Door de recht uitgestrekte armen wordt een gekruisigde Christus gesuggereerd, maar een kruis is afwezig.

## Kritiek
Een kunstcriticus vergeleek het beeld met een pak melk met een tennisbal erop. Sindsdien geven sommige bewoners het beeld de bijnaam Our Milk Carton with Arms (Ons pak melk met armen).   

## Trivia
De Christus van de Ozarks is kort te zien in de films Elizabethtown (2005) en Pass the Ammo (1988).